# Ruzdwiany (obwód tarnopolski)
Ruzdwiany (ukr. Різдвяни, Rizdwiany) – wieś na Ukrainie  w rejonie tarnopolskim należącym do obwodu tarnopolskiego.
W 1930 r. właścicielką tutejszego majątku ziemskiego była hr. Maria Borkowska. W 1931 r. wieś liczyła 221 zagród i 1173 mieszkańców, z których 44% stanowili Polacy. W czasie II wojny światowej nacjonaliści ukraińscy z OUN - UPA zamordowali 36 Polaków, z których większość zginęła w czasie w czasie napadu 12 marca 1944 r. Rodziny żydowskie policja ukraińska zamknęła w getcie w Trembowli. 
W latach 1965–91 wieś nosiła nazwę Switanok (ukr. Світанок).
Do 2020 w rejonie trembowelskim.

## Urodzeni w Ruzdwianach
Jan Latkiewicz (1896-1940) - komisarz Policji Państwowej. We wrześniu 1939 r. trafił do obozu jenieckiego w Ostaszkowie. Zamordowany przez NKWD w Kalininie. 
Dmytro Wełykanowycz (1884-1945) – ukraiński działacz społeczny, nauczyciel, polityk, poseł na Sejm w II RP.